# Margherita di Blois
Margherita di Blois (1170 – Besançon, 12 luglio 1230) è stata contessa consorte dal 1190 al 1200, poi reggente della contea di Borgogna dal 1200 al 1208 ed infine contessa di Blois e di Châteaudun dal 1218 alla sua morte.

## Origine
Margherita, come ci viene confermato da due documenti degli Archives de la Maison-Dieu de Châteaudun: il n° XXV ed il n° XXXII, era figlia del conte di Blois, Châteaudun, Chartres e Provins, Tebaldo V di Blois e di Alice di Francia, che, sia secondo il cronista e monaco benedettino inglese, Matteo di Parigi, che secondo la Chronica Albrici Monachi Trium Fontium, era la figlia secondogenita di Luigi VII, detto il Giovane, re di Francia, e della duchessa d'Aquitania e Guascogna e contessa di Poitiers, Eleonora d'Aquitania, che, ancora secondo la Chronica Albrici Monachi Trium Fontium, era la figlia primogenita del duca di Aquitania, duca di Guascogna e conte di Poitiers, Guglielmo X il Tolosano e della sua prima moglie, Aénor di Châtellerault († dopo il 1130), figlia del visconte Americo I di Châtellerault e della Maubergeon, che al momento della sua nascita era l'amante di suo nonno Guglielmo IX il Trovatore.
Sia secondo Guglielmo arcivescovo della città di Tiro, nell'odierno Libano, che secondo la Chronica Albrici Monachi Trium Fontium Tebaldo V di Blois era il figlio maschio secondogenito del conte di Blois, di Chartres e di Châteaudun, Provins, signore di Sancerre e Amboise (Tebaldo IV), e poi conte di Conte di Champagne (conte di Troyes e conte di Meaux Tebaldo II), Tebaldo e della moglie, che sempre secondo la Chronica Albrici Monachi Trium Fontium era Matilde di Carinzia ( ca. 1106; † 1160) del Casato degli Sponheim, figlia del Margravio d'Istria, duca di Carinzia e reggente della Marca di Verona, Enghelberto e di Uta di Passau.
Sua madre, Alice era la sorellastra del re di Francia, Filippo Augusto (figli dello stesso padre), ma anche dei re d'Inghilterra, Riccardo Cuor di Leone e Giovanni Senzaterra (figli della stessa madre).

## Biografia
Nel 1183, fu data in moglie (Ugo era al suo secondo matrimonio) a Ugo di Oisy, visconte di Meaux e signore di Montmirail, come ci viene confermato dal documento n° 672 degli Recueil de chartes et documents de Saint-Martin-des-Champs, tome III in cui Margherita si cita come contessa di Borgogna e ricorda anche il suo primo marito: Ugo di Oisy, signore di Montmirail (Hugo de Oysi filius Symonis vicecomitis, olim maritus meus).
Margherita viene citata come moglie di Ugo, visconte di Meaux, nel documento n° CLXIII della Histoire de l’église de Meaux (Paris), Tome II, datato 1185
Rimasta vedova, nel 1189, Margherita, nel 1190, come ci viene confermato dal Historiens occidentaux II, Historia Rerum in partibus transmarinis gestarum ("L'estoire de Eracles Empereur et la conqueste de la terre d'Outremer"), Continuator, si sposò in seconde nozze con Ottone Hohenstaufen, il quarto figlio maschio del re di Germania e imperatore del Sacro Romano Impero, Federico Barbarossa e della contessa di Borgogna, Beatrice di Borgogna, come ci viene ancora confermato dal Historiens occidentaux II, Historia Rerum in partibus transmarinis gestarum ("L'estoire de Eracles Empereur et la conqueste de la terre d'Outremer"), Continuator, che lo cita come terzogenito ancora in vita; anche gli Annales Stadenses confermano che Ottone fu il figlio quartogenito di Beatrice di Borgogna, l'unica figlia del conte di Mâcon e conte di Vienne e Conte di Borgogna Rinaldo III, come ci conferma la Continuatio Admuntensis e della moglie (come ci viene confermato dalle Gesta Friderici Imperatoris Ottonis Frisingensis) Agatha di Lorena († dopo il 1148), figlia di Simone I di Lorena, sempre secondo le Gesta Friderici Imperatoris Ottonis Frisingensis e di Adelaide di Lovanio.
Il suocero, Federico Barbarossa, morì, nel 1190, nelle acque del fiume Saleph, in Cilicia, nel sud dell'attuale Turchia, come apprendiamo dal Historiens occidentaux II, Historia Rerum in partibus transmarinis gestarum ("L'estoire de Eracles Empereur et la conqueste de la terre d'Outremer"), Continuator; alla morte del Barbarossa, suo marito, Ottone, ereditò il titolo di conte di Borgogna; molto probabilmente il padre lo aveva affidati a Ottone,nel maggio del 1189, quando partì per la terza crociata.
Nel 1191, alla morte di suo padre, come conte di Blois, Châteaudun e Chartres, succedette suo fratello, Luigi, con cui mantenne stretti rapporti come dimostrano i tre documenti degli Archives de la Maison-Dieu de Châteaudun: il n° XLII, il n° LI ed il n° LXVII; Margherita viene citata anche nel documento n° CXXIV delle Chartes Vendômoises, datato 1190, in cui il fratello Luigi si dichiara conte di Blois e di Clermont.
Nel 1197, alla morte di suo cognato, il re di Germania e imperatore del Sacro Romano Impero, Enrico VI, essendo l'erede, Federico un bambino di circa tre anni, e non potendo la Germania rimanere senza Re dei Romani, il partito ghibellino pensò subito ai due figli di Federico Barbarossa, ancora in vita: Ottone e il fratello minore, duca di Svevia e feudatario dei domini italiani in Toscana, Filippo, che da qualche anno aveva abbandonato la carriera ecclesiastica. Fu scelto Filippo, in quanto Ottone fu considerato troppo inefficiente ed inoltre troppo impegnato nei problemi della sua contea.
Ottone appoggiò lealmente il giovane fratello e fu tra i 26 principi (altri 24 diedero consenso per iscritto) che firmarono la lettera che comunicava al papa di aver legalmente eletto suo fratello, Filippo, in imperatorem Romani solii.
Nel 1200 circa, il marito, Ottone I venne assassinato, nella città di Besançon (contea di Borgogna). Sua figlia primogenita, Giovanna, all'età di circa nove anni, ereditò il titolo di contessa di Borgogna, che governò come Giovanna I, sotto tutela della madre, Margherita di Blois, che continuò la politica del marito in appoggio al cognato Filippo, e, durante la guerra tra i due re dei Romani, Ottone IV di Brunswick e Filippo di Svevia, la contea di Borgogna si schierò a sostegno di quest'ultimo.
Dopo la morte di suo marito, Ottone, Margherita, dopo il 1200, si sposò in terze nozze con il Signore d'Avesnes, di Leuze dì Condé, di Guise, di Landrechies e Trélon, Gualtiero d'Avesnes, come risulta dal Balduinus de Avennis Genealogia (dominus Galterus filius [Jacobi] primogeniti.....uxore sua Margareta comitatus Blesensis hærede), che, secondo la Chronica Albrici Monachi Trium Fontium, Gualtiero era il figlio primogenito di Giacomo Signore d'Avesnes, di Leuze e dì Condé e, come ci viene confermato dal Ex Gisleberti Montesis Hannoniae Chronicon, della moglie, Adelina di Guisa, che era figlia di Burcardo, signore di Guise; il matrimonio ci viene confermato anche dal documento n° 672 degli Recueil de chartes et documents de Saint-Martin-des-Champs, tome III, datato 1208, in cui Margherita si cita come contessa di Borgogna e moglie di Gualtiero d'Avesnes (uxor Galterri de Averna).
Sua figlia, Giovanna I, morì nel 1205, all'età di circa 14 anni e la secondogenita, Beatrice, le succedette come Beatrice II di Borgogna, sempre sotto la tutela della madre, Margherita di Blois, che continuò ancora nella politica di appoggio al cognato Filippo.
La reggenza di Margherita terminò quando, nel 1208, sua figlia Beatrice, come ci conferma il Monacho Novi Monasterii Hoiensis Interpolata sposò il duca d'Andechs e di Merania Ottone I, che condivise con lei le responsabilità del governo della contea di Borgogna, divenendo il conte Ottone II di Borgogna.
Nel 1218, alla morte del nipote, Tebaldo VI, gli succedette, come Contessa di Blois e Châteaudun.
Margherita morì il 12 luglio 1230, come ci viene confermato dal Obituaires de la province de Sens, Tome 1.
Nella contea di Blois le succedette la figlia Maria.

## Figli
Da Ugo di Oisy, Margherita non ebbe figli.
Da Ottone I di Borgogna, Margherita ebbe due figlie:
- Giovanna (1191 – 1205), che succedette al padre nel titolo di contessa di Borgogna[32][33];
- Beatrice[27] (1192 – 1231), che succedette alla sorella Giovanna nel titolo di contessa di Borgogna e poi sposò Ottone I di Merania(1180 – 1234), come ci viene confermato dal Monacho Novi Monasterii Hoiensis Interpolata[27].

Da Gualtiero d'Avesnes, Margherita ebbe tre figli:
- Maria[24] ( † dopo il 1241), che secondo il Balduinus de Avennis Genealogia era figlia unica[24] e che sposò, nel 1226 Ugo di Châtillon[35]
- Isabella, che sposò Giovanni di Oisy, signore di Montmirail[30][34]
- Tebaldo, che morì giovane[30][34]

## Ascendenza
|                         |                     |                          | Genitori                          |  |  | Nonni |  |  | Bisnonni            |  |  | Trisnonni            |  |
|                         |                     |                          |                                   |  |  |       |  |  | Stefano II di Blois |  |  | Tebaldo III di Blois |  |
|                         |                     |                          |                                   |  |  |       |  |  | Stefano II di Blois |  |  | Tebaldo III di Blois |  |
|                         |                     | Gersenda del Maine       |                                   |  |  |       |  |  | Stefano II di Blois |  |  |                      |  |
| Tebaldo II di Champagne |                     |                          |                                   |  |  |       |  |  | Stefano II di Blois |  |  |                      |  |
|                         |                     | Adele d'Inghilterra      | Guglielmo I d'Inghilterra         |  |  |       |  |  |                     |  |  |                      |  |
|                         |                     | Adele d'Inghilterra      | Guglielmo I d'Inghilterra         |  |  |       |  |  |                     |  |  |                      |  |
|                         |                     | Adele d'Inghilterra      | Matilde di Fiandra                |  |  |       |  |  |                     |  |  |                      |  |
| Tebaldo V di Blois      |                     | Adele d'Inghilterra      |                                   |  |  |       |  |  |                     |  |  |                      |  |
|                         |                     | Enghelberto II d'Istria  | Enghelberto I d'Istria            |  |  |       |  |  |                     |  |  |                      |  |
|                         |                     | Enghelberto II d'Istria  | Enghelberto I d'Istria            |  |  |       |  |  |                     |  |  |                      |  |
|                         |                     | Enghelberto II d'Istria  | Edvige                            |  |  |       |  |  |                     |  |  |                      |  |
| Matilde di Carinzia     |                     | Enghelberto II d'Istria  |                                   |  |  |       |  |  |                     |  |  |                      |  |
|                         |                     | Uta di Passau            | Ulrico di Passau                  |  |  |       |  |  |                     |  |  |                      |  |
|                         |                     | Uta di Passau            | Ulrico di Passau                  |  |  |       |  |  |                     |  |  |                      |  |
|                         |                     | Uta di Passau            | Adelaide di Megling-Frontenhausen |  |  |       |  |  |                     |  |  |                      |  |
| Margherita di Blois     |                     | Uta di Passau            |                                   |  |  |       |  |  |                     |  |  |                      |  |
|                         | Luigi VI di Francia | Filippo I di Francia     |                                   |  |  |       |  |  |                     |  |  |                      |  |
|                         | Luigi VI di Francia | Filippo I di Francia     |                                   |  |  |       |  |  |                     |  |  |                      |  |
|                         | Luigi VI di Francia | Berta d'Olanda           |                                   |  |  |       |  |  |                     |  |  |                      |  |
| Luigi VII di Francia    | Luigi VI di Francia |                          |                                   |  |  |       |  |  |                     |  |  |                      |  |
|                         |                     | Adelaide di Savoia       | Umberto II di Savoia              |  |  |       |  |  |                     |  |  |                      |  |
|                         |                     | Adelaide di Savoia       | Umberto II di Savoia              |  |  |       |  |  |                     |  |  |                      |  |
|                         |                     | Adelaide di Savoia       | Giselda di Borgogna               |  |  |       |  |  |                     |  |  |                      |  |
| Alice di Francia        |                     | Adelaide di Savoia       |                                   |  |  |       |  |  |                     |  |  |                      |  |
|                         |                     | Guglielmo X di Aquitania | Guglielmo IX d'Aquitania          |  |  |       |  |  |                     |  |  |                      |  |
|                         |                     | Guglielmo X di Aquitania | Guglielmo IX d'Aquitania          |  |  |       |  |  |                     |  |  |                      |  |
|                         |                     | Guglielmo X di Aquitania | Filippa di Tolosa                 |  |  |       |  |  |                     |  |  |                      |  |
| Eleonora d'Aquitania    |                     | Guglielmo X di Aquitania |                                   |  |  |       |  |  |                     |  |  |                      |  |
|                         |                     | Aénor di Châtellerault   | Aymeric I di Châtellerault        |  |  |       |  |  |                     |  |  |                      |  |
|                         |                     | Aénor di Châtellerault   | Aymeric I di Châtellerault        |  |  |       |  |  |                     |  |  |                      |  |
|                         |                     | Aénor di Châtellerault   | Dangereuse de L'Isle Bouchard     |  |  |       |  |  |                     |  |  |                      |  |
|                         |                     | Aénor di Châtellerault   |                                   |  |  |       |  |  |                     |  |  |                      |  |

### Fonti primarie
- (LA)  Monumenta Germaniae Historica, Scriptores, tomus IX.
- (LA)  Monumenta Germaniae Historica, Scriptores, tomus XVI.
- (LA)  Monumenta Germaniae Historica, Scriptores, tomus XX.
- (LA)  Monumenta Germaniae Historica, Scriptores, tomus XXIII.
- (LA)  Monumenta Germaniae Historica, Scriptores, tomus XXI.
- (LA)  Bibliotheca Rerum Germanicarum, Tome I.
- (LA)  Historia Rerum in partibus transmarinis gestarum.
- (FR)  Recueil des historiens des croisades. Historiens occidentaux. Tome II.
- (LA)  Obituaires de la province de Sens. Tome 1 / Tome 1 / Partie 1.
- (LA)  Recueil de chartes et documents de Saint-Martin-des-Champs, tome III.
- (LA)  Archives de la Maison-Dieu de Châteaudun.
- (LA)  Chartes Vendômoises.
- (LA)  Matthæi Parisiensis, monachi Sancti Albani, Chronica majora, vol I.
- (LA)  Matthæi Parisiensis, monachi Sancti Albani, Chronica majora, vol II.
- (LA)  Recueil des historiens des Gaules et de la France. Tome 13.
- (LA)  Histoire de l’église de Meaux (Paris), Tome II.

### Letteratura storiografica
- Austin Lane Poole, Filippo di Svevia e Ottone IV, cap. II, vol. V (Il trionfo del papato e lo sviluppo comunale) nella Storia del Mondo Medievale, 1999, pp. 54–93.
- Paul Fournier, "Il regno di Borgogna o d'Arles dal XI al XV secolo", cap. XI, vol. VII (L'autunno del Medioevo e la nascita del mondo moderno) della Storia del Mondo Medievale, 1999, pp. 383–410.